# Волкова, Евгения Витальевна
Евгения Витальевна Волкова (род. 1 сентября 1994) — российская самбистка, чемпионка России среди студентов, бронзовый призёр чемпионата России 2013 года, мастер спорта России.

## Спортивные достижения
- Чемпионат России по самбо среди женщин 2013 года — ;
- Всероссийский турнир по самбо, посвященный подвигу Героя СССР А. Матросова 2014 — [1];
- Международный турнир на призы Асламбека Аслаханова 2015 — [2];
- Чемпионат России среди студентов 2016 года — [3];